# 立ち飲み

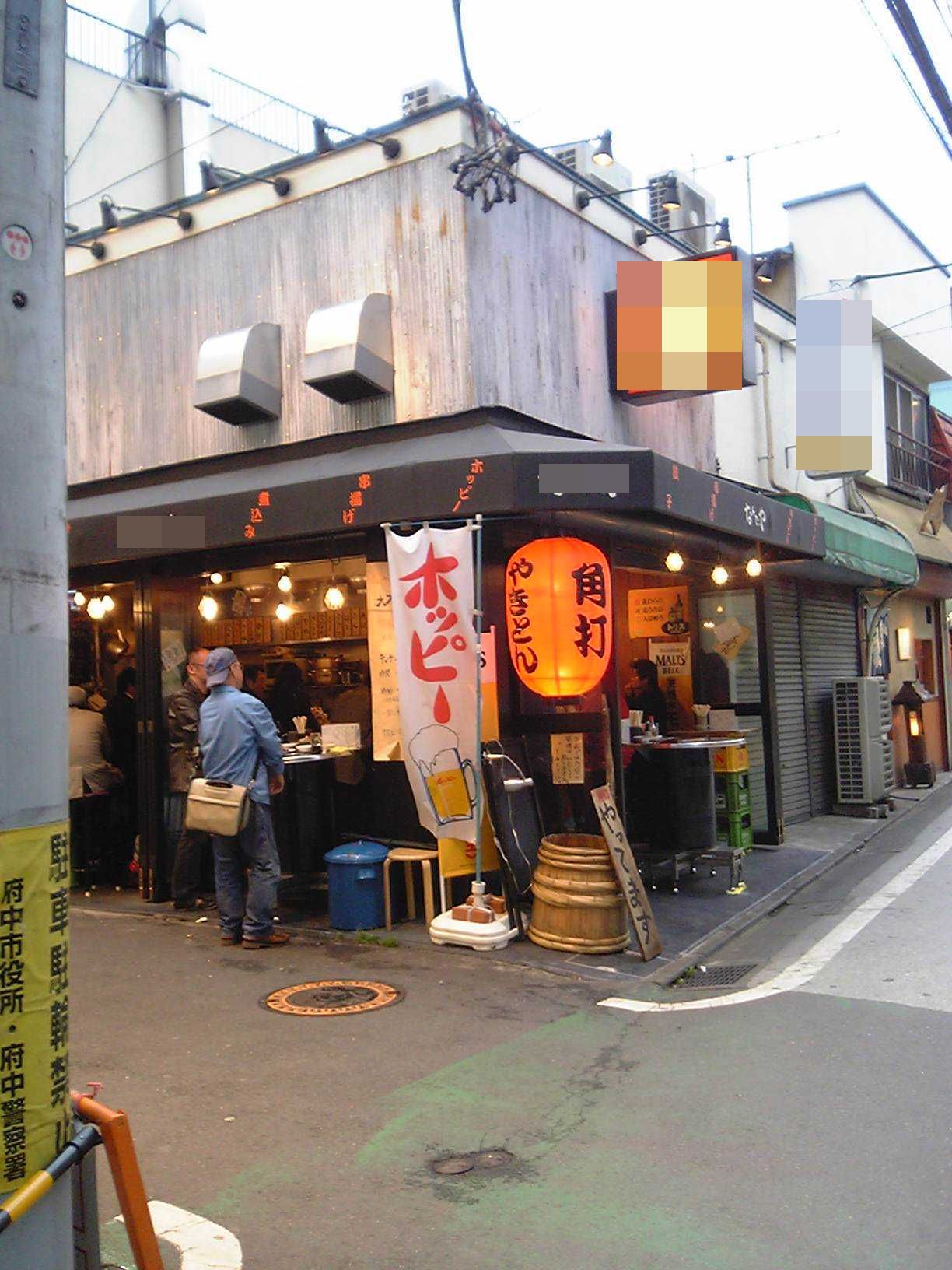
立ち飲みのイメージ

立ち飲み（たちのみ）とは、主に立ったまま酒などを飲む行為、またはその形態の店舗をいい、一般的には、酒を立って飲むこと全般をさす。
ここでは客が立ったまま飲食する店「立ち飲み屋」について記す。

## 沿革
酒屋の店頭で小銭を支払い、その場で立ったまま酒を飲む行為は、日本では江戸時代から一般的に行われていた。
太平洋戦争時の1943年（昭和18年）に酒類が配給制になると国民酒場・市民酒場という新形態が現れた。
これら営業を許された店では開店2 - 3時間前から行列が見られるようになったため、東京都では同年10月から営業が許された店で順番票（整理券）交付制を導入した上、滞留時間を短くするために椅子を用いないよう指導した。
結果的に配給を受ける大きな酒場が立ち飲み化し、既存の中・小の立ち飲みは一時勢いを失った。しかし戦後、闇市などで一部非合法に復活。1949年（昭和24年）の酒類販売自由化によって立ち飲み屋は合法的に再開した。その後、立ち飲みは1960年代にピークを迎え、高度成長期になると廃れた。
近年、開業資金のかからない飲料店の開業、昭和へのレトロ趣味、アンテナショップをかねた資本のある企業でさえ行う営業戦略的な新規開業、また、長引く不況の中でも安価に利用できる飲食店として、利用者数や店舗数が増加している。

## 酒屋併設型
代表的な立ち飲みの店は、酒の小売店としての酒屋に併設された立ち飲みスペース、角打ちのことをいうこともある。酒とおつまみ（乾き物や缶詰、フライ）などを購入し、店の一角やレジカウンターの隅で、そのまま店で買った酒やつまみを飲食する。飲食店ではないので、店側は基本的に最低限のサービスしかしないのが基本であり、椅子を出すスペースもないため、立ち飲みとなる。なお、客が店内のビールケースやビア樽などを持ってきて、古雑誌を座布団がわりにして座ることが許される店舗もある。
かつての酒屋併設型の立ち飲み屋は酒屋の入口とは別に設けられた。これは、料理や酒を同一店内で提供しないことで、許認可が必要となる飲食店の形態を採らないための工夫である。主に大都市のドヤ街や繁華街、公営競技場周辺などにみられ、顧客は日雇いの肉体労働者が多かった。このような立ち飲み屋は1960年代にピークを迎え、単純肉体労働者の激減と嗜好変化により減少の一途をたどった。
酒屋で立ち飲みすることを「四角い升の角に口をつけて飲むこと」 から「角打ち（かくうち）」と呼ぶことがある。上記のような背景から、角打ちは工場・炭鉱・港湾が多かった北九州地域に多く、角打ちという言葉の発祥地であるという説もある。東北地方では「もっきり」、鳥取県から島根県の東部にかけては「たちきゅう」と呼ばれている。「立ったまま、きゅうっとやる」ことが語源といわれる。
その数は「昨今めっきり減った」とされているが、発祥の地とされている北九州市では、その文化が今でも脈々と続いており、角打ちができる酒屋が150軒近く残っている（2018年〈平成30年〉現在）。
一方で、恵比寿界隈などでは女性が一人で入れるお洒落な店構え、多国籍な客で賑わう空間など、従来の角打ちとはイメージが変わった新しいタイプの立ち飲み屋が人気である。

## 小規模飲食店
いわゆる「スタンド居酒屋」とか「立ち飲み屋」と呼ばれる店である。多くは大都市のガード下などに分布しており、場所によっては駅の構内にも作られている。
店の構造は効率的に利用するための使い方を前提としており、基本的にはカウンターと厨房のみの店舗形態である。店によっては壁にもカウンターを設けていたり、簡単なテーブルや椅子が設置されていたりする場合もある。客はカウンターで注文を取り、その場で飲食する。代金を商品と交換にその場で支払うキャッシュ・オン・デリバリーが多いが、あらかじめ食券を買っておいてそれと交換する店舗や、普通の居酒屋と同じで伝票に控えておいて最後に支払いをする店舗もあるなど、さまざまである。
飲み物はビールと旧二級酒、ウイスキー、焼酎などがある。最近は酒の品揃えに力を入れているところも出てきている。つまみはおでんや焼き物、乾き物、冷奴などの簡単な物が多いが、最近では結構手間をかけた物を置いているところもある。顧客は会社帰りのサラリーマンやほとんどが「ちょっと一杯引っかけて」的な利用者が多く、客の回転も早い。店も薄利多売の所が多く、値段も安い。
2013年現在では女性も気軽に入れるように工夫された店もあり、酒の種類やつまみも種々そろえるようになってきた。さらに、洋酒立ち飲みも増えてきた。

### ダークダックス
大阪では店内スペースの効率化のために、客に半身の姿勢をとって、できるだけ詰めて飲食するよう店から要請される。居並ぶ客がそろって半身に構えるスタイルをダークダックス（ダーク）と呼び、愛好者同士で揶揄しあう。

### 屋台型
実質的な店舗を持たず特定の場所に小さな屋台を置き、鉄板などでホルモンなどを焼く立ち飲みスタイル。大阪府西成区にある一部の立ち飲み屋台では、行列ができるほどの人気店がある。

## 立ち飲みの日
数字の11が立ち飲みする人の姿に似ていることから、11月11日が「立ち飲みの日」として日本記念日協会に登録されている。